# Gustav Ludolf Martens

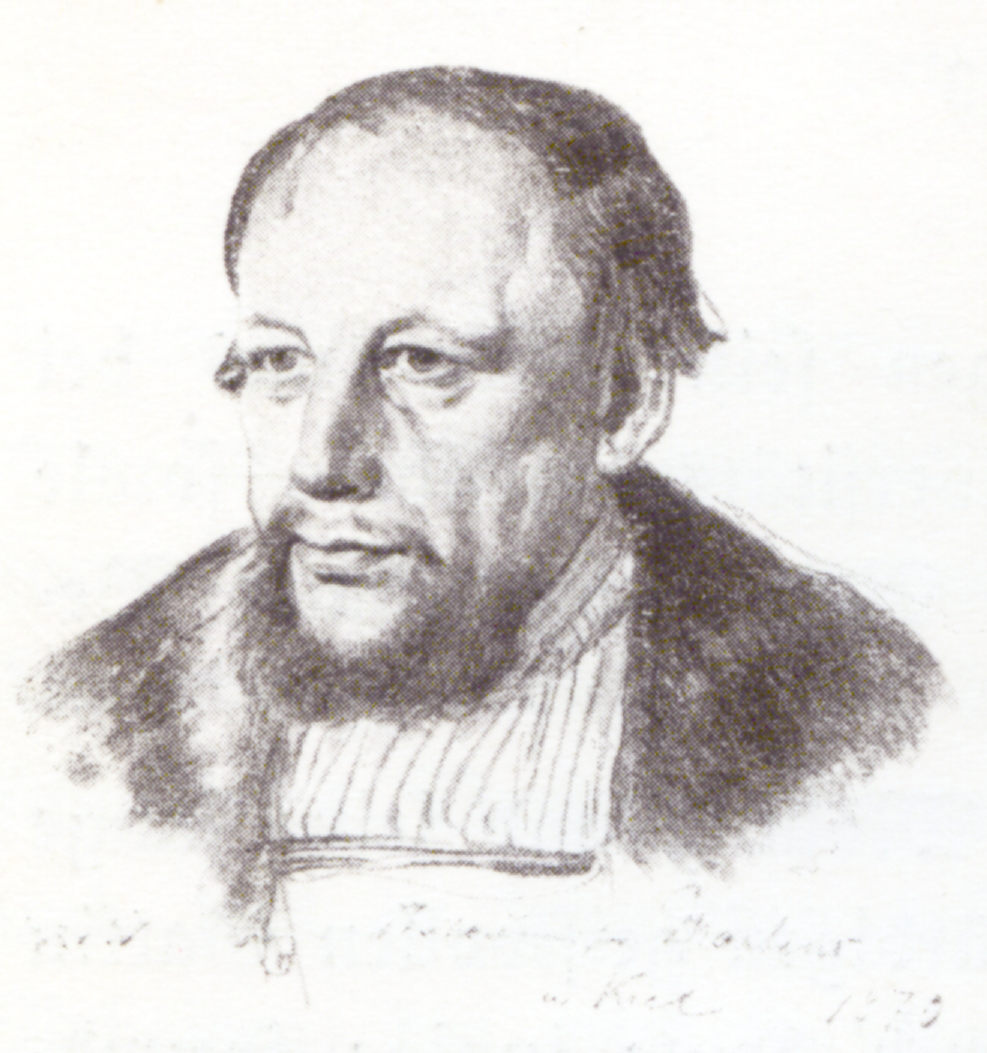
Gustav Ludolf Martens, Zeichnung von Anton von Werner

Gustav Ludolf Martens (* 20. Oktober 1818 in Wismar; † 7. Januar 1872 in Kiel) war ein deutscher Architekt und Stadtbaumeister von Kiel.

## Leben
Martens war der Sohn des Schiffsklarierers Johann Gottfried Martens und dessen Frau Magdalene Dorothea. Bis 1836 besuchte er das Gymnasium in Wismar, bevor er eine Zimmermannslehre begann. Über Schwerin gelangte er nach Kopenhagen, wo er auch Vorlesungen an der Königlichen Akademie besuchte und Kontakt zu Theophil von Hansen hatte. In Kopenhagen legte Martens 1839 seine Gesellenprüfung ab. Anschließend arbeitete er als Zimmermann in München und besuchte Kurse an der Polytechnischen Schule. Hier schloss er sich dem Architekten Friedrich Bürklein an; Gesuche, das Staatsexamen ablegen zu dürfen, wurden abgelehnt. Nach dem großen Stadtbrand im Mai 1842 ging Martens nach Hamburg, wo er bald als selbstständiger Architekt am Wiederaufbau der Stadt mitarbeitete. 1843 schloss er sich mit dem Architekten Georg Gottlob Ungewitter zu einer Architektengemeinschaft zusammen. Bis 1849 errichtete die Sozietät zahlreiche Privatbauten und nahm an öffentlichen Ausschreibungen teil. Außerhalb Hamburgs wurden Projekte in Wismar, Schwerin und Hannover realisiert.
1848 trat Martens dem Freicorps des Generals von der Tann bei und kämpfte in der Schleswig-Holsteinischen Erhebung mit. Für sein politisches Engagement musste er negative Auswirkungen auf seinen gesellschaftlichen Stand und auf sein Wirken als Architekt hinnehmen, 1850 siedelte er nach Rendsburg über. In der folgenden Zeit wirkte Martens wohl an verschiedenen Bauprojekten in Schleswig-Holstein mit. So übernahm er 1850 einige Bauaufträge in Friedrichstadt, wo große Teile der Stadt in den Gefechten zwischen dänischen und schleswig-holsteinischen Truppen zerstört worden waren.
In seinem Stil war Martens ein früher Vertreter der Neugotik, wobei er das mittelalterliche Wesen der Gotik und ihre konstruktiven Grundlagen auf das 19. Jahrhundert übertrug. Er wurde darin sowohl von Theodor Bülau als auch von Conrad Wilhelm Hase und der sog. Hannoverschen Schule beeinflusst.
1853 ging Martens nach Kiel, der Schwerpunkt seiner Arbeit lag nun auf dem Schulbau. Er führte jedoch auch andere Bauprojekte in Schleswig-Holstein durch. Am 1. Juni 1865 wurde Martens offiziell zum Stadtbaumeister in Kiel ernannt. Dieses Amt hatte er bis zu seinem Tod inne. Über die Berufung Martens’, der keine akademische Ausbildung nachweisen konnte, wurde in Kiel – insbesondere in der Zeitung Kieler Wochenblatt – heftig gestritten. Als Stadtbaumeister plante und verwirklichte er Schul- und Universitätsgebäude und beteiligte sich an Ausschreibungen und Wettbewerben. Außerdem war er als Stadtplaner aktiv. So legte er 1862 einen Plan zur Regulierung des Kleinen Kiels vor, 1869 folgte ein umfangreicher Plan zur Stadterweiterung Kiels und zur Anlage eines Ringstraßensystems (sog. Martens-Plan).
Seit 1856 war Martens wiederholt auch in Dänemark und Großbritannien tätig. 1868/69 unternahm er eine lange geplante Studienreise nach Ober- und Mittelitalien.
Gustav Ludolf Martens war seit 1855 mit Auguste Friederike Wilhelmine Johanna Seestern-Pauly (1833–1916) verheiratet, die Ehe blieb kinderlos. In Kiel wohnte er am Eisenbahndamm 3. Martens erhielt ein Ehrengrab auf dem Kieler Südfriedhof.

## Bauten (Auswahl)

### Zusammenarbeit mit Georg Gottlob Ungewitter

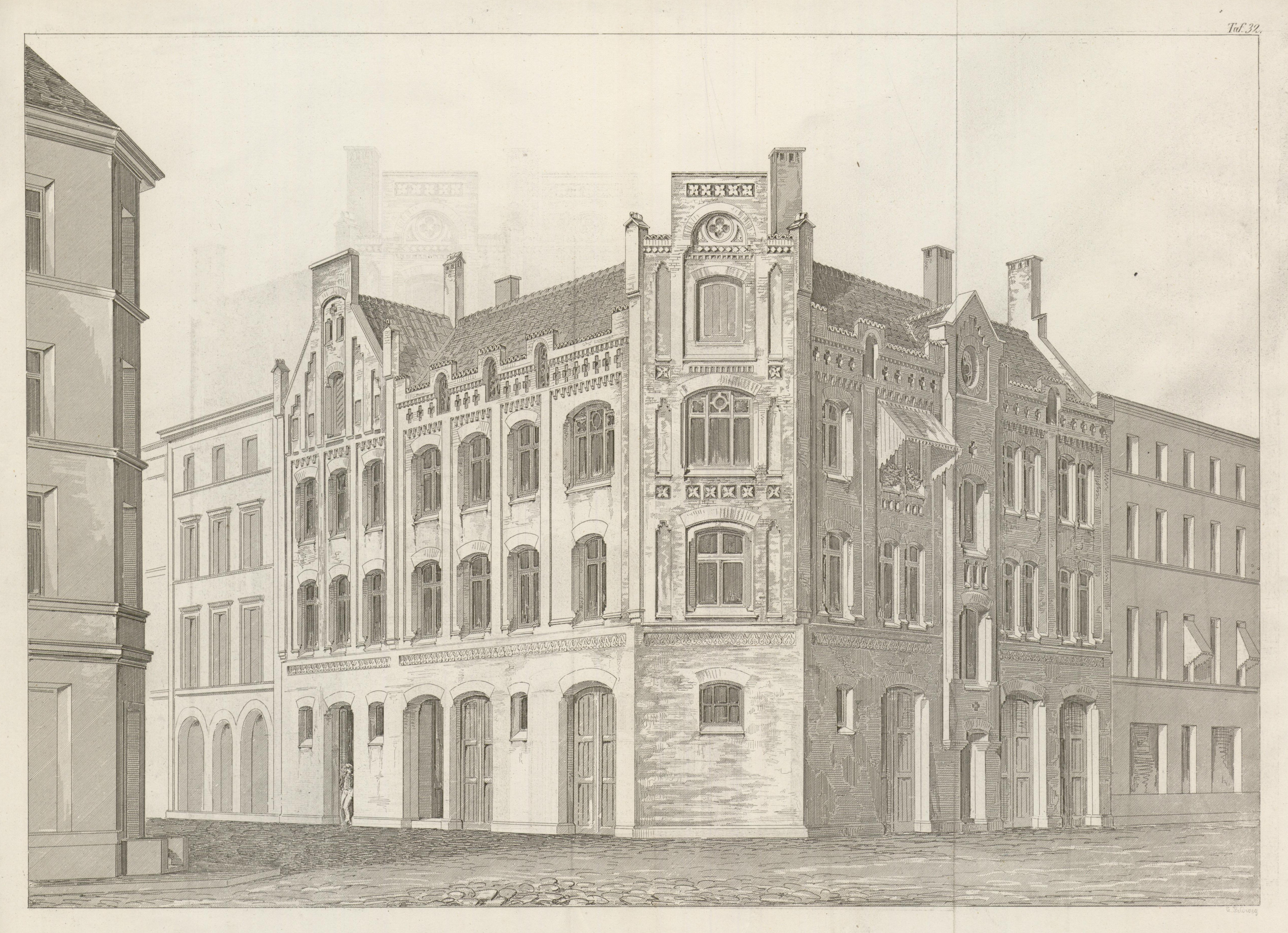
Wohn- und Geschäftshaus Hermannstraße 1–3, Hamburg, errichtet 1843/44

- 1843/44: Wohn- und Geschäftshaus Großer Burstah, Nr. 6, Hamburg, nicht erhalten
- 1843/44: Wohn- und Geschäftshaus Großer Burstah, Nr. 12–16, Hamburg, 1896 abgebrochen
- Wohn- und Geschäftshaus Hermannstraße 1–3, Hamburg, errichtet 1843/441843/44: Wohn- und Geschäftshaus Hermannstraße 1–3, Hamburg, erhalten
- 1843/44: Wohn- und Geschäftshaus Hermannstraße 22, Hamburg, nicht erhalten
- 1843/44: Wohn- und Geschäftshaus Rathausstraße 31, Hamburg, nicht erhalten
- 1843: Wohn- und Geschäftshaus Hopfenmarkt 15–17, Hamburg, nicht erhalten
- 1844/45: Wohn- und Geschäftshaus Große Johannisstraße 2–4, Hamburg, nicht erhalten
- um 1844: Wohnhaus Ferdinandstraße 56, Hamburg, nicht erhalten (ohne Ungewitter)
- 1846–48: Gut Bergfried, Steinkirchen (Kreis Stade), nicht erhalten

### Selbstständige Bauten
- 1851/52: Haus de Hahn, Fürstenburgwall 7, Friedrichstadt, erhalten, mehrfach umgebaut und saniert
- 1851/52: Schütt'sches Haus, Westerhafenstraße 5, Friedrichstadt, erhalten
- 1852: Hotel Windahl, Gaststätte „Zur Börse“, Am Markt 11, Friedrichstadt, 1910 umgebaut zum Rathaus im Stil der holländischen Renaissance
- 1852: Remonstrantenschule, Kirchenstraße 2, Friedrichstadt, erhalten
- 1856/57: Wirtschaftshof auf Vilhelmsborg in Jütland, erhalten
- 1857: Gelehrtenschule, Bütjestraße / Ecke Domstraße, Meldorf, erhalten
- 1858: Haus Willemoes, Aarhus, erhalten, teilweise verändert
- 1858/59: Gutshaus, Landgut Gods, Løsning, Ussinvej 29, erhalten
- 1859: Schäferhaus, Tureby Sogn / Seeland, nicht erhalten
- 1859: Leichenhaus, Kastanienweg 6, Kellinghusen, erhalten, verändert
- 1860: Wohnhaus Davids, Selckstraße 2, Tönning, erhalten
- 1863: Frei- und Knabenbürgerschule (Schule am Waisenhof), Waisenhofstraße, Kiel, nicht erhaltenStädtisches Armen-, Arbeits- und Krankenhaus, Kronshagener Weg, Kiel, errichtet 1865

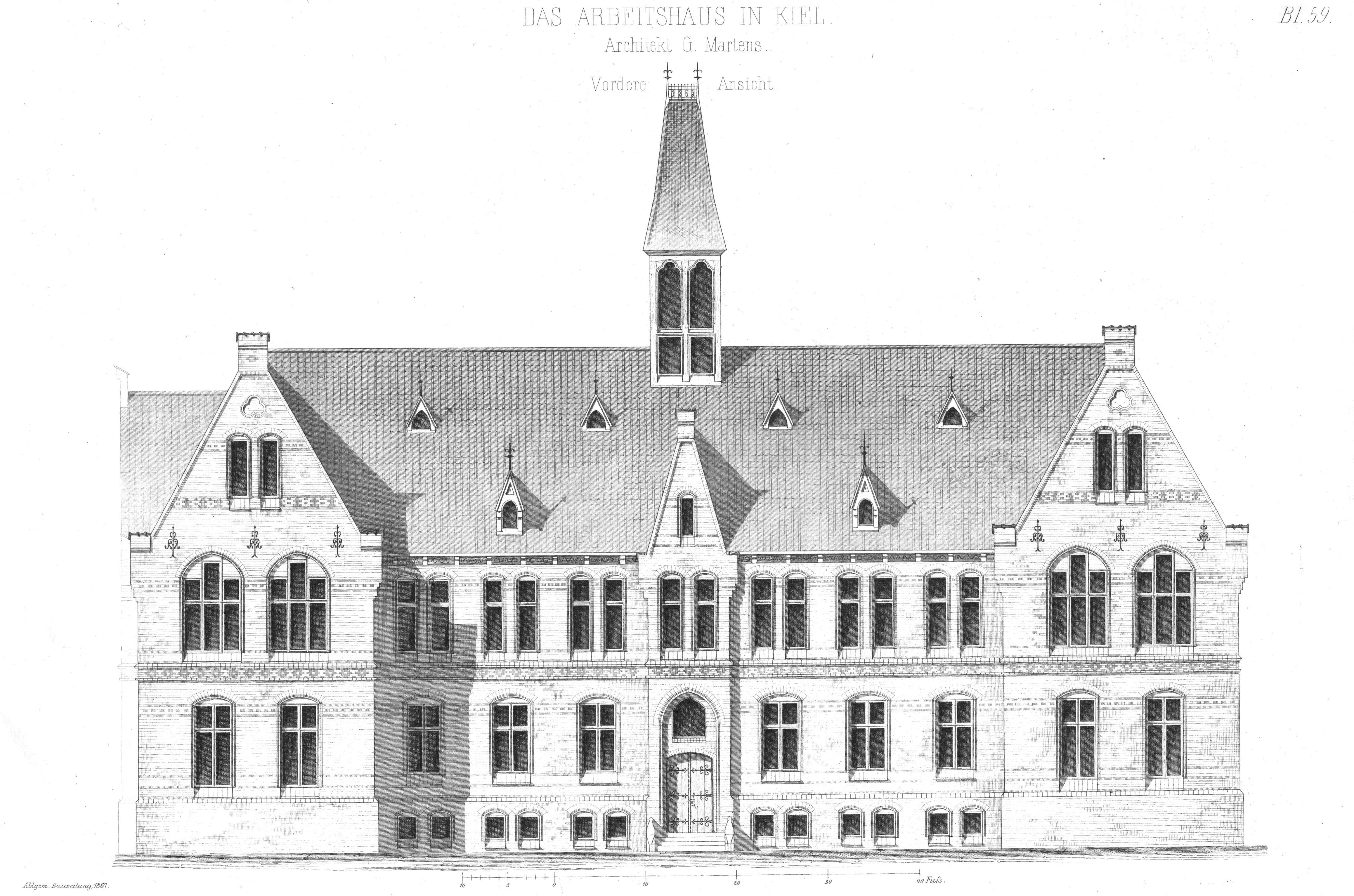
Städtisches Armen-, Arbeits- und Krankenhaus, Kronshagener Weg, Kiel, errichtet 1865

### Bauten in der Zeit als Stadtbaumeister von Kiel
- 1865–1866: Landesdirektorat Kiel, Gartenstraße 1, Kiel, erhalten, teilw. verändert
- 1865: Städtisches Armen-, Arbeits- und Krankenhaus, Kronshagener Weg, Kiel, nicht erhalten
- 1865: Maria-Magdalenen-Kirche, Im Dorfe, Elmschenhagen, erhalten
- 1865–1867: Mädchen-Freischule, Sandkuhle 8, Kiel, nicht erhalten
- 1865: Gymnasium / Gelehrtenschule, Dammstraße, Kiel, nicht erhalten
- 1866: Turnhalle des Männerturnvereins, Knooper Weg, Kiel, nicht erhalten
- 1867: Leichenhaus (Kapelle für den Südfriedhof), Kiel, erhalten, stark verändert
- 1867 (ca.): St. Hilda’s School, Middlesbrough, England, nicht erhalten
- 1868: Wohn- und Geschäftshaus „Alter Sartori Speicher“, Schumacherstraße / Ecke Wall, Kiel, nicht erhalten
- 1868: Haus des Delikatessenhändlers Kossmann, Rosenstraße / Ecke Holstenstraße, Kiel, nicht erhalten
- 1869: Spritzenhaus für die Turnerfeuerwehr, Holstenbrücke 2, Kiel, nicht erhalten, 1902 abgebrochen

## Veröffentlichungen
- Tagebuch eines Freiwilligen des von der Tann’schen Corps. Hamburg 1848 (Digitalisat).
- Ausgeführte Mobilien: zunächst bestimmt für Schreiner und Metallarbeiter. 3 Hefte, Verlag der Akademischen Buchhandlung, Kiel 1859 (Digitalisat).

## Ehrungen
- 1881 wurde die Straße Martensdamm in Kiel nach Gustav Ludolf Martens benannt.[1]